# スターリング大学
スターリング大学 (英: University of Stirling) はイギリス, スコットランド, スターリングに本部を置く1967年創立の国立大学である。
スコットランドにおいて古代の大学設立以降初めて、約400年ぶりに設立された総合大学で 、教育・研究活動への高い評価とともに、卒業生の就職率が高いことでも知られる。英国高等教育統計局(HESA)が2016年に発表したデータでは全英３位(97%の学生が卒業後6ヶ月以内に就職または進学)であった。 グラスゴーとエディンバラのほぼ中間地点(地理的にはハイランド地方との境界付近)に位置し世界で最も美しいともいわれるキャンパス には、イギリス国内のみならず120を超える国からの学生が在籍し、2016年の在籍学生数は約12,000人となっている。

## 大学への評価
- 2003年にサンデータイムズ紙は、大学のスポーツ施設に五つ星の評価を与えた。
- 2003年に Bar Entertainment and Dance Association は、学生の自治団体 S.U.S.A. をスコットランド1位に選出した。
- 2006年のタイムズ紙による大学ランキングでは、109の大学のなかで総合37位の評価を得た。分野別では、教育学(6位)、哲学(14位)、コミュニケーションおよびメディア研究(14位)、スポーツおよびレジャー研究(15位)が高い評価を得ている。
- 2014年にはソーシャルマーケティング分野における研究で英国最高の教育機関に与えられるQueens Anniversary Prizeを受賞[4]。
- 2014年に公表された英国政府による研究評価(Research Excellence Framework)では、4分の3の研究活動は国際的に優れていると評された。分野別では、健康科学でスコットランド１位(英国12位)、農業・獣医学で英国４位、社会学で英国17位、心理学でスコットランド３位(英国18位)、経営学で英国25位以内の機関といった評価を得た。
- 2015年のQS世界大学ランキングでは５つ星を獲得した[5]。
- 2018年のガーディアン大学ガイド（2017年発表）で、前年より4ランク上昇し英国54位、スコットランド8位となった。特に犯罪学（英国4位・スコットランド1位）、メディア・映画学（英国6位・スコットランド1位）、教育学（スコットランド1位）、社会政策（英国6位・スコットランド1位）、社会学（英国13位・スコットランド2位）などが高評価を獲得した[6]。
- 2021年のResearch Excellence Framework（REF）では、スターリング大学の研究活動の80％が「世界をリードする」または「国際的に卓越している」と評価され、87％の研究が社会に対して「卓越した」もしくは「非常に大きな」インパクトを持つと判断された[7]
- 2022年のInternational Student Barometer調査において、キャンパス環境で英国1位、世界3位の評価を獲得。キャンパス・セントラル（Campus Central）は、2023年のRoyal Incorporation of Architects in Scotland Awardsでも表彰された[8]。
- 2023年には、男女平等とインクルージョンの取り組みが評価され、スコットランドで5校目、英国全体で38校目となるAthena Swan Silver Award（機関全体のシルバー認証）を受賞した[9]
- 2024年、タイムズ・ハイヤー・エデュケーション（THE）アワードにて「University of the Year（年間最優秀大学）」を含む4部門で最終候補に選出された[10]。

## メインキャンパス

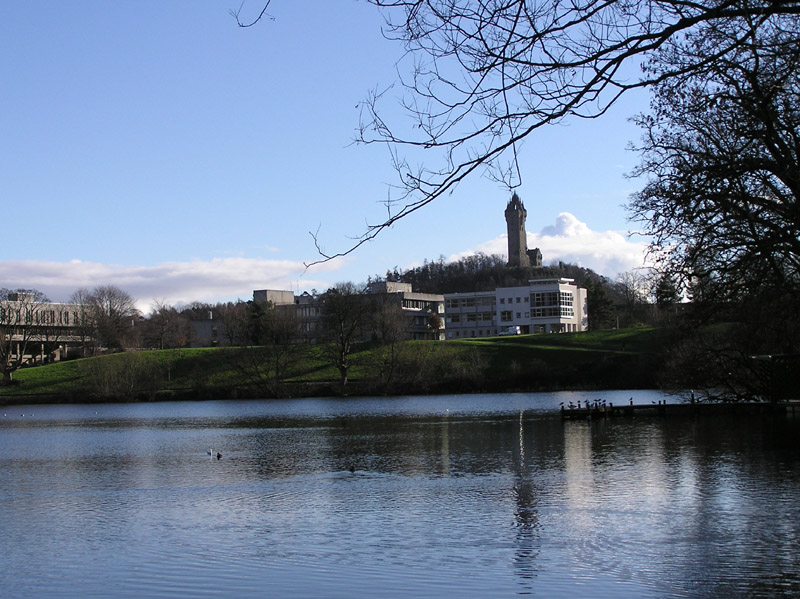
スターリング大学のメインキャンパス内にあるアースレー湖の風景

メインキャンパスはスターリングの中心部から約3.5kmの地点にある。キャンパスの土地は、元々は18世紀に活躍したスコットランド出身の建築家ロバート・アダムによって設計されたアースレー城(Airthrey Castle)を有する広大な地所であった。このアースレー城は現在も大学によって保存されると同時に、教室や事務室として利用されている。このキャンパスを形容する決まり文句としてよく登場するのは、「世界で最も美しいキャンパス」である。約1.2平方キロメートルのキャンパスは、街の東部に連なるオチル丘陵の麓に位置しており、人造湖であるアースレー湖(Airthrey Loch)を取り囲むように諸施設が設置されている。湖ではボートや釣りを楽しむことができるほか、一部は水棲生物や養殖学の研究に利用されている。
大学は、わずか160人の学生と共に1967年に設立されたが、2006年には約9000人の学生を擁するようになった。学生のおよそ三分の一は、キャンパス内の大学寮に居住している。スターリングのキャンパスには小さい映画館を備えたマクロバート・アートセンターがある。この娯楽施設は、学生たちだけでなく、広く一般に開放されている。室内温水プールをはじめとしたスポーツ関連施設も豊富であり、スコットランドのスポーツ研究所(Scottish Institute of Sport)もキャンパス内に設置されている。室内温水プールやスポーツジムも、学生以外の一般の人も利用することができる。　

## その他のキャンパス
スターリングにおけるメインキャンパスの他に、看護および産科学に特化したキャンパスをハイランド地方の都市インヴァネスとヘブリディーズ諸島に所有している。ハイランドのキャンパスはインヴァネス郊外の Raigmore Hospital の敷地内に位置しており、教室と学生寮を備えている。同キャンパス内に設置されているハイランド健康科学図書館は、イギリスの健康保険組合 NHS(National Health Service)およびその関連団体で働いている人たちのみならず、大学の学生と教職員たちにも利用されている。
ウェスタン・アイル・キャンパスは、ヘブリディーズ諸島の中心都市ストーノウェイにあり、その教育施設は近年新設された Lewis Hospital の一部として統合されている。小規模なキャンパスだが、Lewis Hospital の周囲に学生寮も備えている。

## 大学の学部組織
2016年12月現在、スターリング大学は下記の５つの学部に加え、大学院を擁している。
・Faculty of Social Sciences　　・Faculty of Arts and Humanities
・Stirling Management School　・Faculty of Natural Sciences　・Faculty of Health Sciences and Sport

## 教育活動
設立当初から、スターリング大学は学位の認定について、学生が柔軟に講義を選択できる単位制を採用してきた。また同様にイギリスの大学のなかで最も早く3学期制ではなく2学期制を導入したことでも知られている。夕方から夜半にかけての遅い時間帯の講義や、夏期休暇中の集中講義も開講されている。
現在、250を超えるコース（いくつかのコースにまたがる複合的なプログラムを数に含む）が、学部に設置されている。
スターリング大学は、教育面において常に高く評価されてきた。人文社会科学においては、実践的なビジネス領域を得意とする経済・経営学、主にメディアやスポーツを対象とする社会学のほか、宗教学、心理学、英語学(TESOL)といった分野が有名である。また、自然科学分野においては農学、獣医学、健康・スポーツ科学、環境科学も高い評価を得ており、近年、生物および環境科学学部が教育・研究の両面において再整備された。

## 研究活動
スターリング大学は、以下の専門領域についての研究所を有している。
- Scottish Network for Economic Methodology
- Institute of Aquaculture
- Centre for Environmental History and Policy
- Stirling Media Research Institute
- Social Work Research Centre
- Centre for Social Research on Dementia
- Scottish Addiction Studies
- Scottish Network for Chronic Pain Research Centre
- Scottish Centre for Information on Language, Teaching and Research
- Centre for Lifelong Learning
- Institute for Retail Studies

2001年に公表された研究評価（RAE）において、大学で研究に従事している半数以上の研究者たちが、ランク「5」と評価されたことにより、スターリング大学は評価を大きく押し上げた。Research Assessment Exercise (RAE)とは、イギリス政府が研究機関に対して数年に一度行う研究成果の公的な調査で、この調査は、1986年、1989年、1992年、1996年、2001年、2008年の６回公表され、その後の調査は2014年公表のResearch Excellence Frameworkに引き継がれた。
2001年の数値は、この大学の研究が少なくともイギリス国内において有数の能力を有していると考えられていると同時に、国際レベルにおいても高い競争力を持っていると査定されたことを示している。ランク「5」の評価を受けた研究領域は、会計・金融学および法学、養殖学、映画研究およびメディア研究、英語学、フランス語学、歴史学、心理学、哲学、社会福祉学、宗教学である。また、その他に高い評価を得ている領域は、生物科学、経営学、経済学、教育学、ドイツ語学、スポーツ研究である。
上記の2001年の研究評価をうけて、スターリング大学の諸研究に対する財政的支援額は、スコットランドにおいて1992年以前に設置されたあらゆる大学を上回った。外部からの資金援助をうけた研究について、この大学は非常に優れた成果を残してきている。研究費用の助成もとは、さまざまな研究評議会（リサーチ・カウンシル）、中央および地方の行政府、EU（ヨーロッパ連合）、および慈善事業団体である。基礎的分野から応用的な分野まで、その精力的な研究活動は、経済・社会・文化の面でスコットランドという枠を超えて貢献している。

## スポーツ施設およびスポーツ研究
大学は広大なスポーツ施設を有している。その充実度においては、2003年のイギリス・サンデータイムズ紙が五つ星の評価を与えた16の大学のうちのひとつである。その他のいくつかのスポーツ施設についても、大学の構内もしくは周囲に位置している。構内にあるガナキースポーツセンターは、卓越したテニス施設として有名である。その他にも、室内温水プール、バドミントンおよびスカッシュのコート、体育館やグラウンドが学生のみならず一般に開放されている。キャンパス内にゴルフコースまであることが、しばしば驚きの種となっている。また、スコットランドのスポーツ研究所(Scottish Institute of Sport)の本部がキャンパス内に設置されたほか、新たに50mの室内温水プールも、国立水泳アカデミーの施設として設置されている。

## 学生による活動
スターリング大学の学生によって組織され、自治を目的とした学生団体は、University of Stirling Students' Union と呼ばれている。2003年にBar Entertainment and Dance Association は、同団体を「スコットランドにおける最も優れた学生団体」と評価した。
学生に対して様々なサービスを提供することを主な目的としている同団体は、大学構内においてスターバックスコーヒーを提供する「underground」や「studio」といった飲食・娯楽施設の他、文房具や大学のノベルティ・グッズを販売する「S.U.S.A. Shop」といった店舗を経営するとともに、70以上のクラブ(同好会)を取り纏めている。
また、スターリング大学は学生によって運営されるメディアサービスを有している。大学新聞「Brig」は、1969年から発行されている。「Air3 1350」は、スコットランド初の大学ラジオ局であり、現在も放送を続けている。「AirTV」(「Videoworks」から改名)は、学生向けのテレビ局で、映画や自局製のコンテンツを制作・編集して放送している。

## その他
- 1986年に第9回の Conference of European Churches （ヨーロッパ諸教会による会議）がスターリング大学で開催され、ヨーロッパのほぼ全ての国から代表が集まった。
- 1995年にスコットランドの英雄ウィリアム・ウォレスの生涯を描いた映画『ブレイブハート』のヨーロッパプレミア試写会がスターリング大学で開催された。その際、同映画に出演したメル・ギブソンとキャサリン・ゼタ＝ジョーンズが会場に訪れた。

### 著名な出身者
芸術
- イアン・バンクス, 作家
- Alan Bissett, 作家
- ジョナサン クレメンツ, 作家
- Jackie Kay, 詩人・作家
- Davy King, 作家
- Fiona Ritchie, ラジオパーソナリティ

政治
- Jack McConnell, スコットランド政府 首相
- Michael Connarty, 国会議員（MP）
- ジョン・リード, 国会議員（MP）、元内務大臣
- Tommy Sheridan, スコットランド社会党 スコットランド議会議員（MSP）
- Gordon Banks, 労働党 国会議員（MP）
- Bill Butler, 労働党 スコットランド議会議員（MSP）
- Daniel Kawczynski, 保守党 国会議員（MP）
- Scott Barrie, 労働党 スコットランド議会議員（MSP）

スポーツ:
- Gordon Sherry, プロゴルファー
- Richie Ramsay, プロゴルファー
- Sir Bill Gammell, ラグビー選手
- Angela Mudge, Hill Runner 元世界王者

その他:
- Chris Lilley, W3C インターネット技術者
- Neil Brailsford, QC, スコットランド弁護士会
- Derek Lambie, Scottish Sunday Express 新聞記者
- Jayne Secker, Sky News ジャーナリスト
- Paul Lewis, BBC ラジオ4 パーソナリティ
- Neil Davidson, QC, スコットランドにおける欧州司法裁判所法務官